# Рондо ОНЗ (станція метро)
52°13′48.5″ пн. ш. 20°59′00″ сх. д. / 52.230139° пн. ш. 20.98333° сх. д.
Рондо ОНЗ (пол. Rondo ONZ) — станція Другої лінії Варшавського метро. Відкрита 8 березня 2015. Розташована в районі Воля і Средместьє. Під розв'язкою ОНЗ.
Колонна двопрогінна станція мілкого закладення (глибина закладення — 14 м), з острівною платформою 11 м завширшки і 120 м завдовжки. В кожному торці платформи є двострічкові ескалатори і стаціонарні сходи та ліфт. Оздоблення однокольорове — сіре. Навколо колон облаштовано лави. На станції заставлено тактильне покриття.
Спроєктована польським архітектором Анджеєм М. Холджинським і побудована компанією Metroprojekt. Розписи колійної стіни були створені Войцехом Фангором, художником польської школи плакату.

## Галерея

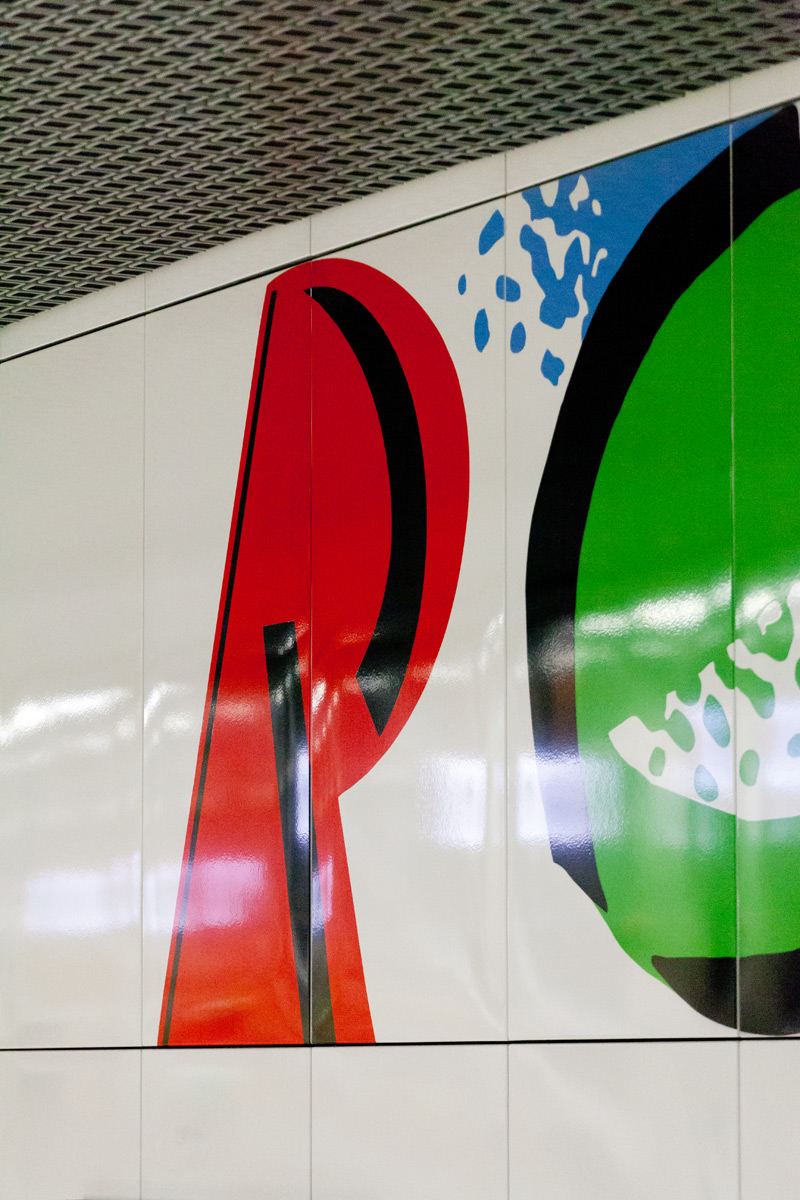
Оздоблення колійних стін
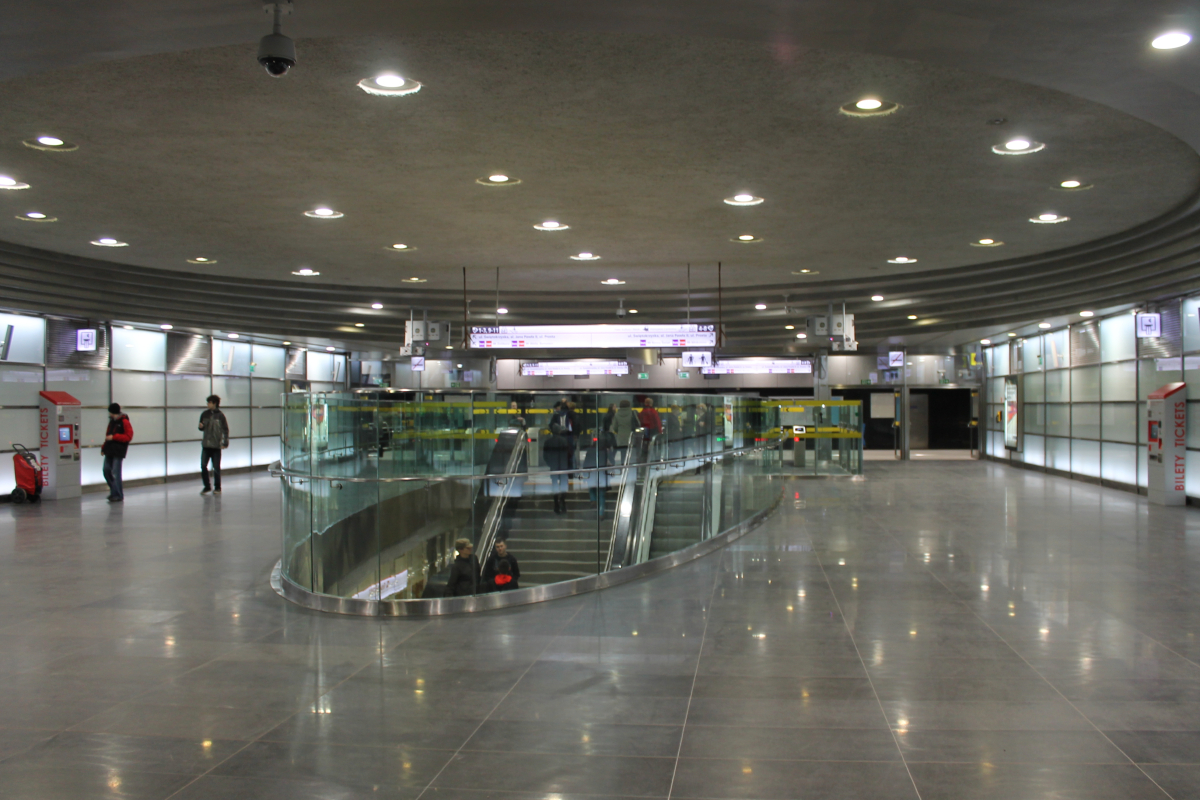
Вестибюль
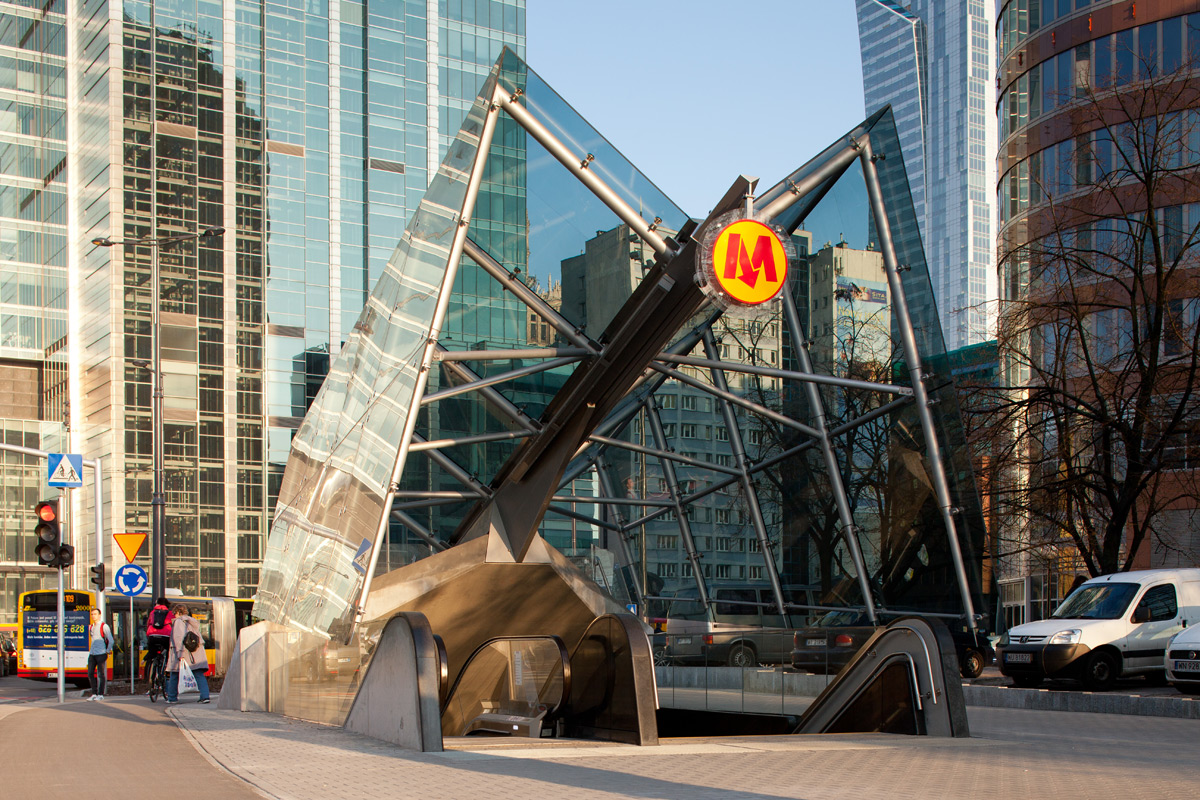
Вхід
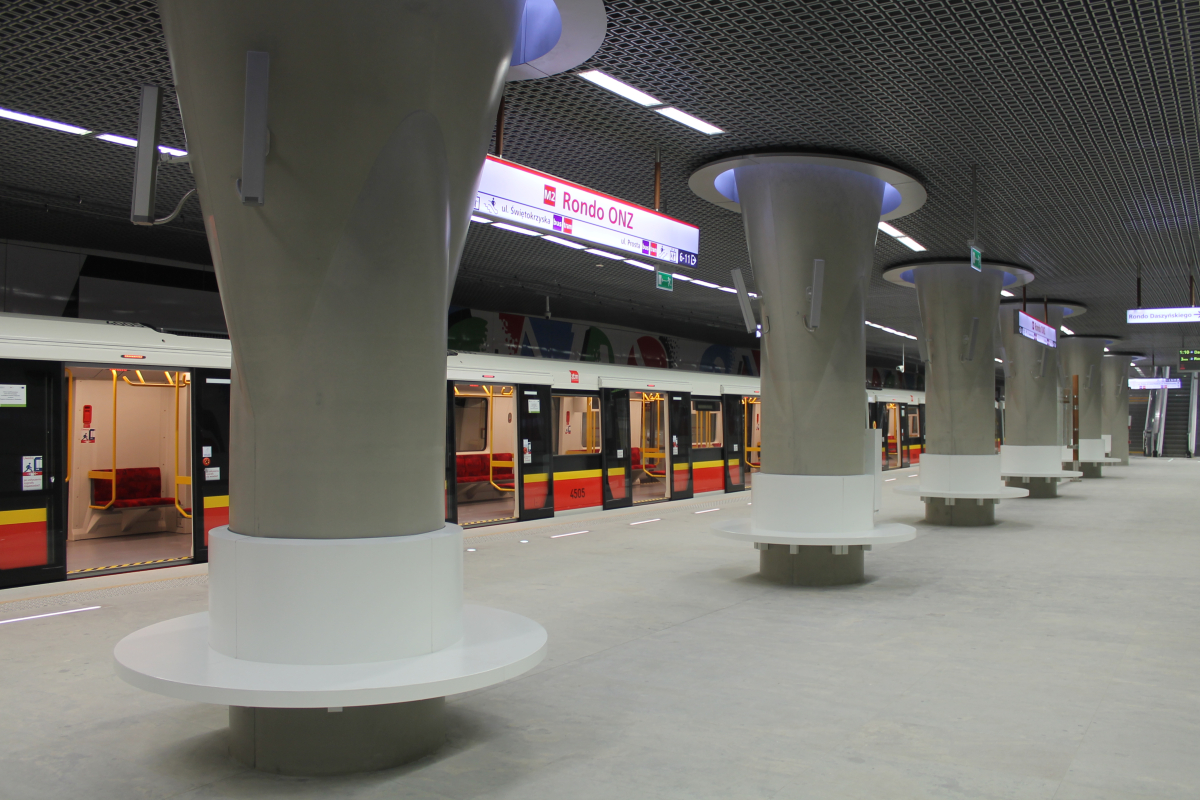
Платформа та потяг Siemens Inspiro